# Diane Oliver
Diane Alene Oliver (28. Juli 1943 in Charlotte, North Carolina – 21. Mai 1966 in Iowa City, Iowa) war eine US-amerikanische Schriftstellerin.

## Leben
Oliver wuchs in der schwarzen Mittelschicht der Südstaaten der 1940er- und 1950er-Jahre in ihrem Geburtsort auf – eine Erfahrung, die sie später in ihren fiktiven Kurzgeschichten verarbeiten sollte. Im Jahr 1960 schrieb sie sich an der University of North Carolina at Greensboro ein, und fünf Jahre später gewann sie ein Stipendium und schrieb sich am Schreibkurs der University of Iowa ein. Oliver und John Edgar Wideman waren damals die einzigen schwarzen Autoren in diesem Programm. Sie starb 1966 bei einem Verkehrsunfall, kurz bevor sie ihr Examen abschließen konnte. Posthum verlieh ihr die Universität of Iowa einen MFA-Abschluss und sie erhielt sie eine Auszeichnung für ihre literarischen Leistungen. Nach ihrem Tod geriet sie zunächst in Vergessenheit, bis Jahrzehnte später ihre Werke von der Literaturagentin Elise Dillsworth wiederentdeckt wurden.

## Wirken
Olivers literarisches Werk umfasst Kurzgeschichten, die das alltägliche Leben in den rassistisch geprägten Vereinigten Staaten der 1960er-Jahre behandeln. Sie veröffentlichte vier Kurzgeschichten, Ihre Geschichten, darunter Nachbarn, beleuchten persönliche und familiäre Erfahrungen im Kontext der damals vorherrschenden Segregation. Zwei Geschichten erschienen posthum, acht weitere wurden erst nach Jahrzehnten aufgefunden und publiziert. Olivers Kurzgeschichten zeichnen sich durch einen realistischen Erzählstil und präzise Beobachtung aus (mit Ausnahme von Gefrorene Stimmen, einer Mischung von Dialogfetzen und innerem Monolog). Obwohl ihr Werk von den Auswirkungen der Segregationspolitik der 1960er Jahre und der Aussicht auf deren bevorstehendes Ende durchweg politisch geprägt ist, fokussiert sie sich auf die individuelle Perspektive und emotionale Tiefe ihrer Charaktere, wobei sie einen Blick für die rassistische Gewalt weißer Frauen, aber auch für deren intersektionale Diskriminierung entwickelt.
Erst 2024 erschienen die bereits veröffentlichten zusammen mit den unveröffentlichten Kurzgeschichten in den USA und in deutscher Übersetzung.

## Werk
- Neighbors and Other Stories. Grove Press, New York 2024, ISBN 978-0-8021-6131-4
- Nachbarn. Stories , aus dem Amerikanischen von Brigitte Jakobeit und Volker Oldenburg; mit einem Nachwort von Tayari Jones, Aufbau Verlag, Berlin 2024, ISBN 978-3-351-04224-0

## Ehrungen
- O. Henry-Preis für Neighbors